# Paracyatholaimus dubiosus
Paracyatholaimus dubiosus is een rondwormensoort uit de familie van de Cyatholaimidae. De wetenschappelijke naam van de soort is voor het eerst geldig gepubliceerd in 1874 door Bütschli.